# Università Napier
L'Università Napier è una università scozzese situata a Edimburgo, nel Regno Unito.

## Storia
L'Università Napier fu inaugurata come Napier Technical College nel 1964 a Edimburgo, prendendo il suo nome da John Napier, l'inventore scozzese dei logaritmi nato al Castello di Merchiston, ora una delle sedi dell'Università (campus Merchiston). Nel 1966 l'Università fu ribattezzata Napier College of Science and Technology. A partire dal 1971, ha sempre fornito istruzione a livello di laurea. Tre anni dopo, nel 1974 si amalgamò con l'Edinburgh College of Commerce di Sighthill sotto il nuovo nome di Napier College of Commerce and Technology che diventò un Istituto centralizzato nel 1985.
Il collegio fu rinominato Napier Polytechnic nel 1986 e lo stesso anno acquisì i fabbricati del vecchio ospedale idropatico di Craiglockhart. Divenne università a pieno titolo in giugno 1992. Nel 1994, l'Università Napier acquisì il campus di Craighouse e nel 1996 una nuova facoltà, la Faculty of Health Studies (Facoltà di Studi Sanitari).
Nel 2009 l'università ha cambiato nome da Napier University a Edinburgh Napier University.
All'inizio del 2008, l'Università Napier è stata nominata la migliore università di Scozia dalla Guida Universitaria del quotidiano The Guardian 2009.
Napier ha una delle più alte percentuali (4ª nel Regno Unito) di studenti stranieri e ha notevolmente rafforzato le sue attività internazionali, mantenendo diverse sedi all'estero. Rinomata per la sua eccellente Scuola Commerciale, possiede inoltre il più grande dipartimento di informatica della Scozia.
L'Università ha anche fondato la Screen Academy Scotland nel 2005 insieme all'Accademia di Belle Arti (Edinburgh College of Art) di Edimburgo, creando così un importante centro per l'industria cinematografica del Regno Unito, con Sean Connery and Judi Dench come patroni dell'Academy, e importanti rappresentanti quali Tilda Swinton e Brian Cox.
Napier ha stabilito numerose collaborazioni sia sul territorio nazionale che su quello internazionale (vedi per es. il Carnegie College). È la prima università scozzese ad aver permesso (dal 2004) a studenti cinesi di studiare per una laurea scozzese senza espatriare, tramite collegamenti con la ZZULI (Cinese: 郑州轻工业学院). Napier mantiene inoltre un ufficio a Pechino, e ha numerosi partenariati per la fornitura di corsi accademici presso università a Hong Kong e in Malaysia.

## Struttura accademica

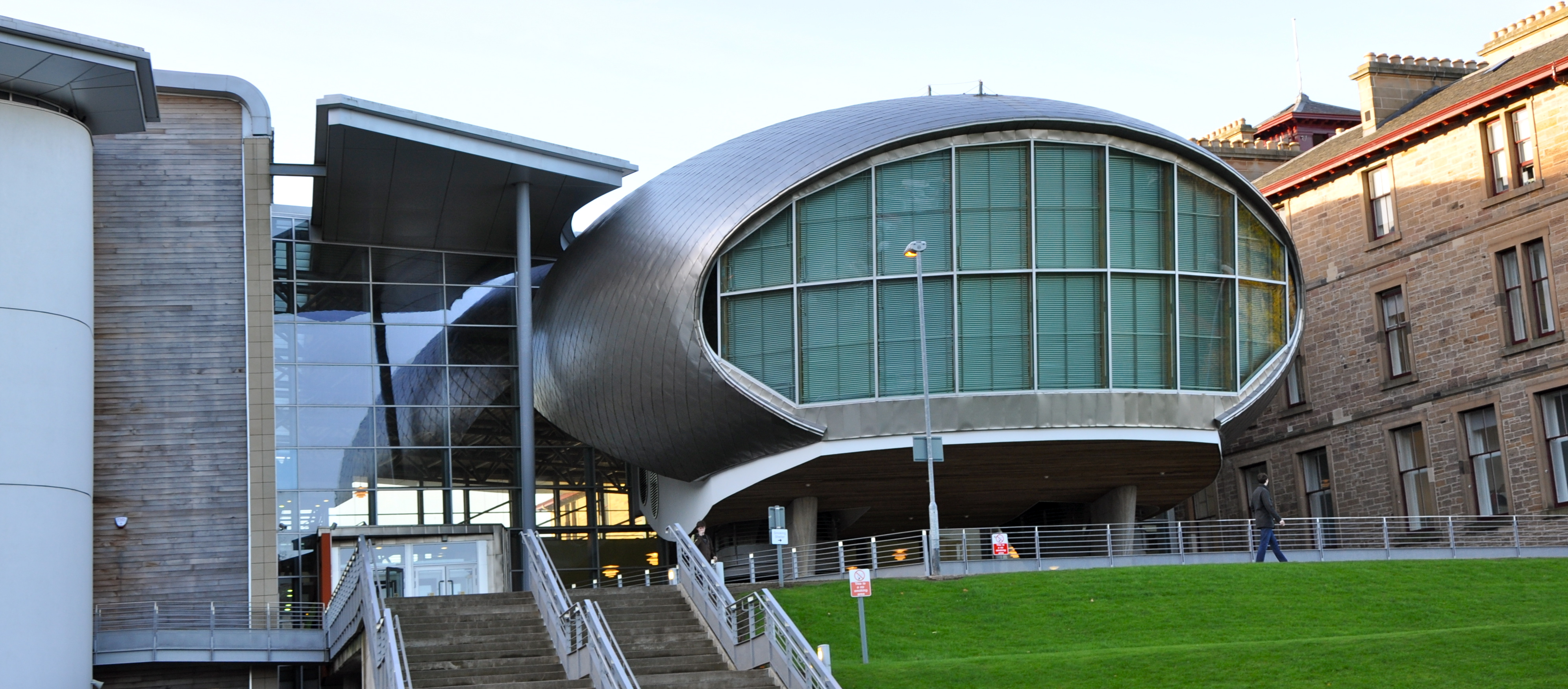
Craiglockhart Campus

L'Università Napier ha tre principali facoltà, ognuna con tre scuole autonome, come segue (titoli lasciati in lingua inglese)
- Napier University Business School, che comprende:
  - School of Management & Law
  - School of Accounting, Economics & Statistics, and
  - School of Marketing, Tourism & Languages.
- Faculty of Engineering, Computing & Creative Industries, che comprende:
  - School of Creative Industries
  - School of Engineering & the Built Environment, and
  - School of Computing.
- Faculty of Health, Life & Social Sciences, che comprende:
  - School of Nursing, Midwifery & Social Care
  - School of Health & Social Sciences, and
  - School of Life Sciences.

Come già specificato sopra, Napier ha inoltre fondato la Scottish Screen Academy insieme all'Accademia di Belle Arti (Edinburgh College of Art) di Edimburgo, con Sir Sean Connery quale Cancelliere dell'Accademia.
Napier ha attualmente più di 30 gruppi di ricerca, e diversi centri di ricerca che si occupano di ingegneria forestale, trasporti, occupazione, comunicazioni.